# 中野邦人
中野 邦人（なかの くにひと、1979年3月13日 - ）は、日本の実業家。2024年現在、あどばる・WineBank・アピシウスの代表取締役社長を務める。

## 経歴
東洋大学を卒業して、2001年4月にモリモトに入社して不動産業界を、2003年10月にLEXINGTONに入社して金融業界を経験してキャリアを積む。2006年7月からは、LEXINGTONとバルスの合弁会社・Seven Signaturesの共同創業に関わり、取締役に就任した。
不動産業界と金融業界を掛け合わせた新しいビジネスを考えるようになり、2008年7月にあどばるを設立して代表取締役社長に就任。社名のあどばるは英語の「add value（付加価値）」に由来し、飲食店開業を夢見ながらも資金不足で独立できないオーナーに代わり、あどばる社が物件を安く借りて内装費などを立て替えて貸し出すという「店舗業務委託事業」を主に展開した。2021年10月18日に株式交付によってビジョンの子会社となるが、中野が引き続き代表取締役を務めている。
2020年に1970年創業の酒販店を事業承継して代表取締役社長に就任、ワインの輸入と販売、希少な銘柄のワインへの投資や個人間売買を支援するベンチャー企業「WineBank」と改称した。2024年には1983年創業のアピシウスも事業継承して代表取締役に就任し、WineBankグループの子会社とした。
その他、2020年9月には貴金属や宝飾品の製造・販売などを行うAbHeriを創業し代表取締役に就任していたが、2022年11月にハピネス・アンド・ディに全株式を売却している。